# Pseudocalopadia
Pseudocalopadia is een monotypisch geslacht van korstmossen behorend tot de familie Byssolomataceae. Het bevat alleen de soort Pseudocalopadia mira.